# Don McGill
Don McGill (New York, 18 aprile 1963) è un produttore televisivo statunitense, conosciuto per aver creato la serie NCIS - Unità anticrimine.

## Filmografia
- Bull (2016 - 2017)

### Sceneggiatore
- JAG - Avvocati in divisa (2001 - 2005)

### Produttore esecutivo
- Numb3rs (2005 - 2009)
- CSI - Scena del crimine (2010 - 2015)

### Creatore
- NCIS - Unità anticrimine (2003 - in corso)